# Somerton (Arizona)
Somerton város az USA Arizona államában, Yuma megyében. Lakosainak száma 14 197 fő (2020. április 1.).

## Népesség
A település népességének változása:

| 2010 | 14 287 |
| 2020 | 14 197 |